# Enlinia obovata
Enlinia obovata är en tvåvingeart som beskrevs av Robinson 1969. Enlinia obovata ingår i släktet Enlinia och familjen styltflugor.
Artens utbredningsområde är Veracruz (Mexiko). Inga underarter finns listade i Catalogue of Life.